# 伊藤健太郎 (配音員)
伊藤健太郎（日语：／ Itō Kentarō，1974年1月3日—），日本男性配音員、舞台演員、旁白。
Mausu Promotion所屬、劇團K-Show主宰。出身於東京都八王子市。身高165cm。A型血。

## 簡介

### 來歷
伊藤早年從明治學院東村山高等學校畢業後，因為有朋友在劇團幫忙而得到這個機會，開始對「芝居的世界」產生興趣。1993年，伊藤進入桐朋學園短期大學就讀演劇科系。同年夏天，以《小婦人》成為他的第一次舞台公演。
1995年，伊藤以職業芝居師的身份加入劇團21世紀FOX（聲優肝付兼太率領），從此正式踏入聲優業界。2001年，移籍至東京俳優生活協同組合（簡稱俳協）（2009年4月從俳協離所）。2009年5月加入Mediarte，但Mediarte不久之後解散，立即加入amuleto（舊名：ARKRAY）。2016年6月1日起加入現在所屬的Mausu Promotion。
2003年於俳協時期，成立現在主宰的劇團K-Show。同時在『俳協 45th ANNIVERSARY』的問卷調查寫著「現在這是一個很重要的劇團」，並寫說將來的夢想是成立一間獨立的劇團工作室。

### 人物
伊藤自從聲優出道以來，配過少年、青年、發福男性以及英雄的角色。而為人熟悉的代表配音作品有動畫《飆速宅男》的田所迅、《BLEACH》的阿散井戀次、《火影忍者》系列的秋道丁次、《超者萊汀》主角鷲崎飛翔／萊汀老鷹、《ONE PIECE》的夫卡波西、《麗佳★公主》的娃娃勇、《機動戰艦撫子號》的葵純、《哈姆太郎》系列的大老闆／大將、《金色琴弦》系列（含遊戲原作）的土浦梁太郎&八木澤雪廣、《JoJo的奇妙冒險 星塵鬥士》的恩多爾、《卡片鬥爭!! 先導者》系列的大文字剛毅、《忍者龜》新作動畫的拉斐爾、《純情羅曼史》的上條弘樹、《東京喰種》的萬丈數壹、《黃金神威》的白石由竹；遊戲《幻想傳奇》（之後在傳奇系列的其它作品多次登場）的切斯塔·伯克艾特、《真·三國無雙》系列的樂進等。
此外，伊藤在《哈姆太郎》、《仰天人間》因為曾經一人飾演二角，因此對飾演發福型或英雄型的角色有深刻印象。

### 特色
伊藤會想成為演員的原因是因為演員有它有趣的地方，並說當演員能夠出一些你在日常生活中不會遇到有趣的人事物。
座右銘是「（中文譯作「言出必行」）」。尊敬的人物是戰國時代有名的豐臣秀吉（因此伊藤曾在遊戲《決戰III》聲演羽柴秀吉）。

### 交流
暱稱，而這也是他有名的暱稱。因此與伊藤親近的異性多以「健太郎」或者是「小健」稱呼。此外還有，這是由齋賀光希等人取的。還有，從遊戲《金色琴弦》開始跟伊藤關係不錯的谷山紀章對他以「健兄」稱呼。
川上倫子和朴璐美正是伊藤大學時期的學姊。還有，森久保祥太郎是跟伊藤同鄉的親友。不僅出身地、年齡、出生的醫院相同，連生日都非常接近。
此外，與《金色琴弦》或動畫《BLEACH》多次合作過的森田成一關係良好。並在『新羅曼史 LIVE 2006 Autumn』參演時期2人曾經一起私底下練習歌唱。
已婚，與妻子是在劇團21世紀FOX時期認識。現在是1個兒子的父親。

## 演出
粗體字表示主要角色。

### 電視動畫

#### 1990年代
1995年
- 黃金勇者（天狼星親衛隊）

1996年
- 奧運高手（小早川健一、選手 等）
- 機動新世紀鋼彈X（偽新類型、Mekaman）
- 機動戰艦撫子號（葵純）
- 超者萊汀（日语：超者ライディーン）（鷲崎飛翔／萊汀老鷹）
- 聖天空戰記（魔道士F）
- 爆走兄弟Let's & Go!!（土匪豐治）
- 勇者指令（宇宙魚人沙瓦拉星人）

1997年
- 金田一少年之事件簿（布施一彥）
- 少女革命（送禮服的男學生）
- 超魔神英雄傳（聖樹）
- 爆走兄弟Let's & Go!! WGP（布雷特·阿斯蒂爾、阿道夫·霍爾特）
- 神奇寶貝（少年、播音員）
- 馬赫GoGoGo (1997年版)（迪爾）
- YAT安心！宇宙旅行（日语：YAT安心!宇宙旅行）（整備士）
- 烈火之炎（南尾）

1998年
- 庫洛魔法使
- 時空轉抄納斯卡（狩矢智）
- 星方武俠（日语：星方武侠アウトロースター）（泰瑞）
- 章魚燒超人（日语：たこやきマントマン）（蘆筍、南瓜、宇宙人A、大魷魚）
- DT戰士（日语：DTエイトロン）（凱）
- 秀逗博士（阿部老師〈阿部保〉、男學生）
- 轟天突擊隊（水島一純）
- 爆走兄弟Let's & Go!! MAX（拓也）
- 神奇寶貝（水木、誠二）
- LEGEND OF BASARA（赤王〈少年〉、朱理〈少年時期〉）
- 失落的宇宙（男人）

1999年
- 快感指令（日语：KAIKANフレーズ）（伊藤、大輔）
- 男女蹺蹺板（堂兄弟C）
- 禦園地！月光假面（橫山綱雄[5]）
- 麻辣教師GTO（不良、上岡、齋藤昇）
- 麗佳★公主（阿勇娃娃、男）
- 仙界傳 封神演義（李靖）
- 微星小超人（日语：小さな巨人 ミクロマン）（阿瑟）
- 地球防衛企業（赤木駿介[6]）
- 數碼寶貝大冒險（雪人獸（日语：ユキダルモン））
- 秀逗博士（健、頭盔男）
- 哆啦A夢 (大山羨代版)（電視記者）
- 神奇寶貝（少年A）

#### 2000年代
2000年
- 夢幻天女（梧雄飛）
- 銀裝騎攻Ordian（日语：銀装騎攻オーディアン）（晃）
- 激動！改變歷史的男人們 ～動畫靜岡縣史～（吉田松陰、堀田正睦）
- 幻想魔伝 最遊記（飛次男）
- 奇異的破曉（日语：ストレンジドーン）（沙爾）
- 索斯機械獸（托馬·理察·施瓦茨[7]）
- 哈姆太郎（大老闆／大將、加奈的父親）
- 深藍救兵（丹膳隆、里里）
- 風雲爆彈娘（豆腐屋）
- 週刊故事樂園（日语：週刊ストーリーランド）（青年、導演A、太郎、青年B）

2001年
- 學校怪談（作業員）
- 足球小將翼 (平成版)（若島津健）
- 百變海盜王（日语：仰天人間バトシーラー）（／）
- 人造人009 THE CYBORG SOLDIER（少年〈0013〉）
- 真·女神轉生 惡魔之子（舒拉、瓦傑特）
- 索斯機械獸III（閃電）
- 鄰家女孩 CROSS ROAD ～風之速～（威爾）
- 神影小偵探（光光太郎[8]）
- 棋魂（加賀鐵男）
- PROJECT ARMS（學生5、研究員3）
- 神奇寶貝（飛太）
- RUN=DIM（吉岡正郎）

2002年
- 丸少爺（死者）
- 通靈王（尼克羅姆）
- 決鬥大師（拉布）
- 東京喵喵（江戶紫典弘）
- 火影忍者（2002～2007，秋道丁次）
- 狐狸秀丸（日语：フォルツァ!ひでまる）（凱澤、豬熊）
- 洛克人EXE（影人）
- 魔法咪路咪路（一郎、平井）

2003年
- Weiß kreuz Glühen（蓋澤爾）
- 空中大師（日语：エアマスター）（北枝金次郎）
- Gilgamesh（日语：ギルガメッシュ (漫画)）（藤崎勇）
- 數碼寶貝04無限地帶（勝春）
- 鋼之鍊金術師（屠夫巴利／66號）
- 冒險遊記Pluster World（巴里／巴多魯[9]）
- 魔獸戰線 THE APOCALYPSE（日语：魔獣戦線）（來留間慎一）
- 坦克王（叉車Potorisu）
- 洛克人EXE AXESS（影人）
- 魔法咪路咪路Golden（一郎、平井）

2004年
- 我們這一家（記者）
- 梓會幫你的！（殿村匠[10]）
- SD鋼彈FORCE（黑暗騎士Death Size、炎天號）
- 怪傑佐羅利（コオロー）
- GANTZ（宮藤清、千手觀音）
- 北方戀曲 ～Diamond Dust Drops～（池田）
- 今日大魔王！（阿爾福特·馬基納）
- 現視研（澤崎）
- 爆裂天使（學生A）
- PAPUWA（金太郎）
- 仙境傳說 THE ANIMATION（商人）
- 魔法咪路咪路Wonderful（一郎、平井）

2005年
- 絕對正義VS外道少女隊（日语：あかほり外道アワーらぶげ）（波洛伊福部）
- 韋駄天翔（拓也）
- 植木的法則（紀塔）
- 索斯機械獸IV（鶴來）
- Patalliro 西遊記！（日语：パタリロ西遊記!）（金角）
- BLOOD+（岡村昭宏）
- BLEACH（阿散井戀次）
- BECK（鬼形）
- 冒險王比特（巴頓）
- MÄR 魔兵傳奇（Mr.福克）
- 洛克人EXE Stream（影人）
- 魔法咪路咪路Charming（一郎、平井）

2006年
- 死亡代理人（Bull）
- 陰守忍者！（主持人）
- 機神咆吼DEMONBANE（日语：機神咆吼デモンベイン (アニメ)）（大十字九郎）
- 金色琴弦 ～primo passo～ （土浦梁太郎）
- 吟遊默示錄（丹尼爾）
- 彩雲國物語（浪燕青）
- Soul Link（相澤秀平）
- Happiness！（上條信哉）
- 武裝鍊金（鷲尾）
- 怪傑佐羅利（小山）
- 流星之洛克人（禾洛克）
- 洛克人EXE BEAST+（影人）

2007年
- 怪物王女（不良）
- 鋼鐵三國志（太史慈子義）
- 鋼鐵神吉克（草薙琢磨）
- 彩雲國物語 (第2期)（浪燕青）
- 殭屍借貸（麻生蘇鐵）
- 火影忍者疾風傳（2007～2017，秋道丁次）
- 真仙魔大戰（天舞懷特伊卡洛斯）
- 藍龍（洛基）
- 遊☆戲☆王 怪獸之決鬥GX（暗黑界的狂王布隆）
- 流星之洛克人 Tribe（禾洛克）

2008年
- 今日大魔王！3（阿爾福特·馬基納）
- 純情羅曼史（上條弘樹）
- 純情羅曼史2（上條弘樹）
- D.Gray-man（等級3惡魔）
- 破天荒遊戲（飼主）
- 藍龍 天界的七龍（洛基）
- 無限之住人（司戶菱安）
- 魔法人力派遣公司（兵藤）

2009年
- 怪談餐館（大空亞子的父親〈大空浩二〉）
- 金色琴弦 ～secondo passo～（土浦梁太郎）
- NEEDLESS（照山最次[11]）
- （沙德）

#### 2010年代
2010年
- 王牌投手 振臂高揮 ～夏季大會篇～（瀧井朋也）
- 海月姬（小杉）
- 戀愛班長（五里雷太）
- 江戶盜賊團五葉（使用人／彌一）
- 逆轉監督（黑田一樹）
- 決鬥大師 Cross（拉布）
- 決鬥大師 Cross Shock（拉布）
- 無頭騎士異聞錄 DuRaRaRa!!（淺沼）
- 和殿下一起 1分鐘劇場（日语：殿といっしょ）（真田昌幸[12]）
- FORTUNE ARTERIAL 赤之約束（八幡平司）

2011年
- 青之驅魔師（白鳥零二）
- 卡片鬥爭!! 先導者（大文字剛毅）
- 激戰！彈珠人（多拉希安）
- Keroro軍曹（造）
- 學園救援團（城崎充）
- 數碼寶貝合體戰爭 ～邪惡的死亡指揮官與七個王國～（黃龍獸）
- 哈姆太郎[注 2]（大老闆／大將）
- 和殿下一起 眼罩的野心（真田昌幸、島津貴久）
- Dororon炎魔君 熊～熊燃燒（日语：Dororonえん魔くん メ〜ラめら）（烏賊妖怪）
- 妖怪少爺 千年魔京（白藏主）
- 惡魔奶爸（賀卡多斯）
- 魔劍姬！（熱井地志雄）
- 認真和我談戀愛！（敵人A、大和的父親）
- 戰鬥陀螺 鋼鐵奇兵（金梧桐）
- ONE PIECE（夫卡波西、鯊星）

2012年
- 卡片鬥爭!! 先導者 亞洲巡迴賽篇（大文字剛毅、GO）
- 機動戰士鋼彈AGE（澤爾·勃蘭特）
- 銀魂'（佐佐木鐵之助）
- GON -小恐龍阿貢-（メタケイ）
- 聖鬥士星矢Ω（烏鴉座 約翰）
- 李洛克的青春全力忍傳（秋道丁次）
- ONE PIECE（海王星大王子）

2013年
- IXION SAGA DT（使者）
- 卡片鬥爭!! 先導者 王牌連接篇（大文字合氣）
- 王者天下2（桓騎[13]）
- 激戰！彈珠人eS（多拉希安）
- 飆速宅男（田所迅[14]）

2014年
- Aikatsu！偶像活動！（新條雛姬的爸爸）
- 卡片鬥爭!! 先導者 雙鬥搭檔篇（大文字剛毅）
- 金色琴弦 Blue♪Sky（八木澤雪廣[15]）
- 健全機鬥士（傑克[16]）
- 極黑的布倫希爾德（柱谷小五郎）
- 東京喰種（萬丈數壹）
- 信長之槍（前輩所員）
- Baby Steps ～網球優等生～（岡田隆行[17]）
- 飆速宅男 GRANDE ROAD（田所迅[18]）

2015年
- 絕對雙刃（冥柩咎門）
- 卡片戰鬥!! 先導者G（經紀人）
- 卡片鬥爭!! 先導者G GIRS危機篇（大文字剛毅）
- 變形金剛：柯博文歸來之謎 (第2期)（日语：キュートランスフォーマー 帰ってきたコンボイの謎）（天彎[19]）
- 銀魂°（佐佐木鐵之助）
- 純情羅曼史3（上條弘樹）
- JoJo的奇妙冒險 星塵鬥士（恩多爾[20]）
- 全部成為F THE PERFECT INSIDER（水谷主稅[21]）
- 那就是聲優！（萌咲莓的父親[22]）
- 無頭騎士異聞錄 DuRaRaRa!!×2 承（淺沼）
- 東京喰種√A（萬丈數壹）
- Baby Steps ～網球優等生～ 2（岡田隆行）
- 夜晚的小雙俠（一郎將軍[23]）

2016年
- 熊巫女（想像男友）
- 在下坂本，有何貴幹？（店長）

2017年
- 飆速宅男 NEW GENERATION（田所迅）
- 偶像活動Stars！（ピロシェンコ）
- 熱情傳奇 The X（格魯德曼）
- 王室教師海涅（大男）
- 名偵探柯南（小久保衛）
- BORUTO -火影新世代- NARUTO NEXT GENERATIONS-（秋道丁次）
- 帶著智慧型手機闖蕩異世界。（山縣政景）
- 將國戡亂記（羅伊斯）

2018年
- 飆速宅男 GLORY LINE（田所迅）
- 伊藤潤二驚選集（柳田[24]）
- 錢進球場（寺杉）
- 雷頓神秘偵探社 ～卡特莉的解謎事件簿～（帕斯特爾）
- 黃金神威（白石由竹[25]）
- MEGALOBOX 機甲拳擊（新聞播報）
- 魯邦三世 PART5（閃光〈兄〉）
- 閃電十一人 戰神的天秤（角馬金將）
- OVERLORD III（路西★法）
- 名偵探柯南（舞濱龍二）
- 狐狸之聲（主持人、老師、教師）
- 黃金神威 第2期（白石由竹）
- 東京喰種:re 最終章（萬丈數壹）

2019年
- 笑容的代價（吉拉爾伯爵）
- Star☆Twinkle 光之美少女（庫姆）
- 黑色五葉草（蘭德爾·盧弗特艾爾）
- 輕觸小發明 PIKACHIN-KIT（日语：ポチっと発明 ピカちんキット）（2019～2020，徽章俠）
- GO！GO！原子小金剛

#### 2020年代
2020年
- pet（日语：ペット (漫画)）（橫田）
- 聽我的電波吧（城華亨）
- 王者天下3（桓騎）
- 炎炎消防隊 貳之章（史考普[26]）
- 黃金神威 第3期（白石由竹）
- 王之逆襲 意志的繼承者（日语：キングスレイド）（馬爾杜克[27]）

2021年
- 工作細胞BLACK（輔助性T細胞）
- 龍族拼圖（浴袍偵探、鎮民A）
- NOMAD MEGALOBOX 機甲拳擊2（實況播報、老闆）
- 七騎士 革命 -英雄的繼承者-（斯帕依克）
- Fairy蘭丸（社長）
- 蠟筆小新（青年）
- 鬼滅之刃 無限列車篇（砍人魔）

2022年
- 名偵探柯南（菱沼浩輔）
- 王者天下4（桓騎）
- 徹夜之歌（上班族）
- 黃金神威 第4期（白石由竹）
- BLEACH 千年血戰篇（阿散井戀次）
- 飆速宅男 LIMIT BREAK（田所迅）

2023年
- 帶著智慧型手機闖蕩異世界。2（山縣政景）
- 轉生貴族的異世界冒險錄～不知自重的眾神使徒～（賽德理克）
- 物之古物奇譚（屋宇）
- 16bit的感動 ANOTHER LAYER（六田勝〈店長〉[28]）
- 泡泡糖忍戰（羅傑）

2024年
- 治癒魔法的錯誤使用法（唐[29]）
- 通靈王FLOWERS（朧大凶[30]）
- 王者天下5（桓騎[31]）
- 七大罪 啟示錄四騎士（艾爾金）
- 這個世界漏洞百出（社長[32]）
- 尋神的旅途（武夷[33]）
- 神劍闖江湖－明治劍客浪漫譚－ 京都動亂（佐渡島方治[34]）

2025年
- 魔域英雄傳說（拉塞柏[35]）
- 離開A級隊伍的我，和從前的弟子往迷宮深處邁進（貝西歐）
- 我獨自升級 Season 2 -Arise from the Shadow-（木山）
- 完美到難以接近的聖女遭到解除婚約後被賣到鄰國（格奧爾格·阿德瑙爾[36]）
- 炎炎消防隊 參之章（史考普[37]）
- 王者天下6（桓騎[38]）

### 電影動畫
1997年
- 爆走兄弟Let's & Go!! WGP：失控迷你賽車大追蹤！（布雷特·阿斯蒂爾）

1998年
- 大盜五右衛門：拯救地球大作戰（日语：アニメがんばれゴエモン）（五右衛門衝擊（日语：ゴエモンインパクト））
- 機動戰艦撫子號 -The prince of darkness-（葵純）
- 機動戰士鋼彈 第08MS小隊：米拉的報告書（聯邦飛行員）

1999年
- 微星小超人：大激戰！微星小超人VS最強戰士戈爾貢（日语：ミクロマン・マグネパワーズ#劇場版）（阿瑟）
- 超級娃娃戰士★莉卡：麗佳絕體絕命！奇蹟的娃娃騎士（阿勇娃娃）

2001年
- 蠟筆小新：風起雲湧 猛烈！大人帝國的反擊（隊員）
- 哈姆太郎：哈姆哈姆樂園大冒險（大老闆／大將）

2002年
- 哈姆太郎：哈姆哈姆哈姆迦！夢幻的公主（大老闆／大將）

2003年
- 哈姆太郎：哈姆哈姆大獎賽！極光谷的奇蹟（大老闆／大將）
- 我的妹妹小桃子（日语：もも子、かえるの歌がきこえるよ。）（黑木〈哥吉拉老師〉）

2004年
- 哈姆太郎：哈姆太郎與不可思議的圖畫本高塔（大老闆／大將）
- 劇場版 火影忍者：木葉村大運動會（秋道丁次）
- 蒸汽男孩

2005年
- 長崎1945 天使之鐘（日语：NAGASAKI 1945 アンゼラスの鐘）（秋月辰一郎[39]）

2006年
- 劇場版 BLEACH MEMORIES OF NOBODY（阿散井戀次）

2007年
- 劇場版 BLEACH The DiamondDust Rebellion 鑽石星塵的反叛（阿散井戀次）

2008年
- 劇場版 BLEACH Fade to Black 呼喚你的名字（阿散井戀次）

2009年
- 宇宙戰艦大和號 復活篇（上條了[40]）
- 劇場版 火影忍者疾風傳：火意志的繼承者（秋道丁次）

2010年
- 劇場版 BLEACH 地獄篇（阿散井戀次）
- Loups=Garous 應避開的狼

2011年
- 鬼神傳（日语：鬼神伝）（金太）
- 劇場版 火影忍者：血獄（秋道丁次）

2012年
- 劇場版 青之驅魔師（白鳥零二）
- ROAD TO NINJA -NARUTO THE MOVIE-（秋道丁次）

2014年
- 劇場版 卡片鬥爭!! 先導者 Neon Messiah（大文字剛毅）
- THE LAST -NARUTO THE MOVIE-（秋道丁次）

2015年
- 劇場版 飆速宅男（田所迅[41]）

2016年
- 飆速宅男 SPARE BIKE（田所迅[42]）

2019年
- 翻閱歎異抄（日语：歎異抄をひらく）（明法房[43]）

### OVA
1996年
- 機動戰士鋼彈 第08MS小隊（牧童、士兵A）
- MAZE☆爆熱時空（主持人）
- 銀河英雄傳說（洛倫茨）
- 魔法使Tai！（學生）

1997年
- 寶魔獵人萊姆（日语：宝魔ハンターライム）（醫生）

1998年
- 戀愛候補生 STARLIGHT SCRAMBLE（日语：恋愛候補生 STARLIGHT SCRAMBLE）（黑斗俊二）

1999年
- 思春期美少女合體機器人Z-Mind（日语：思春期美少女合体ロボ ジーマイン）（甲兒）

2000年
- KIRARA（日语：KIRARA）（朝井近平）
- 令人戰慄的日本昔話（猿三、町民B、通行人B）

2001年
- 機甲兵團 J-PHOENIX PF LIPS小隊（日语：機甲兵団 J-PHOENIX）（格倫雷德）

2002年
- 哈姆太郎的生日 ～尋找媽媽 三千走走～（大老闆／大將）

2003年
- 巨乳學園（島田）
- 熱帶雨林的爆笑生活Final（傑克）
- 哈姆好友的尋寶大作戰 ～哈姆哈！美好的海邊暑假～（大老闆／大將）

2004年
- 機神咆吼DEMONBANE（日语：機神咆吼デモンベイン (アニメ)）（大十字九郎） [注 3]
- 幻想傳奇 THE ANIMATION（切斯塔·伯克艾特）
- 哈姆好友與彩虹王國的王子殿下 ～世界第一的寶藏～（大老闆／大將）
- 哈姆好友的目標！哈姆哈姆金牌 ～跑吧！跑吧！大作戰！～（大老闆／大將）

2005年
- 擁抱春天的羅曼史（日语：春を抱いていた）（漆原一成）

2006年
- BALDR FORCE EXE RESOLUTION（二階堂晃）

2007年
- 異國色戀浪漫譚（日语：異国色恋浪漫譚）（近江鸞丸）
- 今日大魔王！R（阿爾福特·馬基納）

2008年
- 機動戰士鋼彈MS IGLOO 2 重力戦線（提德羅巴·庫茲瓦約曹長）

2009年
- 聖鬥士星矢 THE LOST CANVAS 冥王神話（天傷星 曼陀羅·費多爾）

2010年
- 出包王女 OVA（Hittakun星人）[注 4]

2012年
- 間之楔 (第2期)（力）
- 純情羅曼史（上條弘樹[44]）[注 5]

2014年
- 十三支演義 ～偃月三國傳～ 外傳 幽州幻夜（日语：十三支演義 〜偃月三国伝〜）（公孫越[45]）
- WILD ADAPTER（日语：WILD ADAPTER）（神田龍之介[46]

2018年
- 黃金神威（2018～2020，白石由竹[47][48]）[注 6]

### 網路動畫
- 聖鬥士星矢 黄金魂 -soul of gold-（2015年，毒龍 法夫納）
- 伊甸（2021年，E92）

### 遊戲
年份不詳
- 無人島物語R（高遠昇）

1996年
- 聖龍戰記（三日月）

1997年
- 龍機傳承PLUS（馬修·紀爾哈札德）
- 龍機傳承2（傑德·畢耶納、杜尼）
- 洛克人X4（艾克斯／X）

1998年
- 戀愛候補生 STARLIGHT SCRAMBLE（日语：恋愛候補生 STARLIGHT SCRAMBLE）（黑斗俊二）
- 幻想傳奇（切斯塔·伯克艾特）[注 7]
- 爆走兄弟Let's & Go!! 永恆之翼（布雷特·阿斯蒂爾）
- 正邪幻想史（日语：ブラックマトリクス）（零）

1999年
- 微星小超人（日语：ミクロマン・マグネパワーズ）（阿瑟）
- 愛藏版 封神演義（太公望）

1999年
- 快打旋風III 3rd STRIKE -未來之戰-（陰（日语：ユン (ストリートファイター)））
- 正邪幻想史 AD（零）

2000年
- 正邪幻想史+（零）

2001年
- CAPCOM VS. SNK 2 MILLIONAIRE FIGHTING 2001（日语：CAPCOM VS. SNK 2 MILLIONAIRE FIGHTING 2001）（雲）
- 機甲兵團 J-PHOENIX（日语：機甲兵団 J-PHOENIX）（格倫雷德）
- 真愛故事3（日语：トゥルー・ラブストーリー#トゥルーラブストーリー3）（辻村隼人）
- 徽章戰士5 煤竹村的轉學生（日语：メダロット5 すすたけ村の転校生）

2002年
- 復活邪神：無限傳說（日语：アンリミテッド:サガ）（麥斯）
- Innocent Tears（日语：Innocent Tears (ゲーム)）（加賀史郎）
- 機動新撰組 萌之劍（ティスリ、第2代）
- 足球小將翼 ～黃金世代的挑戰～（日语：キャプテン翼 (ゲーム)）（若島津健）
- JoJo的奇妙冒險 黃金旋風（日语：ジョジョの奇妙な冒険 黄金の旋風）（圭多·米斯塔、Sex Pistols）
- 超級機器人大戰IMPACT（日语：スーパーロボット大戦IMPACT）（葵純）
- ZOIDS VS.（日语：ZOIDS VS.シリーズ）（托馬、加爾德）
- 時空幻境 魔幻迷宮2（日语：テイルズ オブ ザ ワールド なりきりダンジョン2）
- 幻想傳奇 Vol.1（日语：テイルズ オブ ファンダム Vol.1）（切斯塔·伯克艾特）
- 東京魔人學園外法帖血風錄（日语：東京魔人學園外法帖）（火邑、傑夫、黑蠅翁）
- 戰鬥封神（日语：バトル封神）（太公望）
- 龍息之焰V（日语：ブレス オブ ファイアV ドラゴンクォーター）（ュ1/64）
- 封神演義2（太公望、受王）
- 徽章戰士G（蚊柱先生）

2003年
- 神魔預言錄（日语：ヴィーナス&ブレイブス〜魔女と女神と滅びの予言〜）（阿雷弗 等）
- 玩具戰爭（日语：ガチャフォース）（G、旁白）
- 金色琴弦（土浦梁太郎）
- 火影忍者（秋道丁次）
  - 激鬥忍者大戰！2（日语：NARUTO -ナルト- (ゲーム)）
  - 木葉的忍者英雄們
- 洛克人EXE Transmission（日语：ロックマンエグゼ トランスミッション）（影人）
- 魔法咪路咪路 對戰魔法球（一郎、平井）
- 魔法咪路咪路 咪路的魔法學校物語（一郎）

2004年
- 宇宙戰艦大和號 對伊斯坎達爾的追憶（山本明）
- CAPCOM FIGHTING Jam（日语：CAPCOM FIGHTING Jam）（雲）
- 機甲兵團 J-PHOENIX2（格倫雷德）
- 機神咆吼DEMONBANE（日语：斬魔大聖デモンベイン）（大十字九郎）
- 決戰III（羽柴秀吉、荒木村重）
- 機獸新世紀Infinity（日语：ゾイドインフィニティ）（托馬、加爾德）
- 火影忍者（秋道丁次）
  - 激鬥忍者大戰！3
  - 木葉的忍者英雄們2
- 鋼之鍊金術師 夢想嘉年華（日语：鋼の錬金術師 ドリームカーニバル）（屠夫巴利／66號）
- michigan（日语：michigan (ビデオゲーム)）（讓·飛利浦·布里斯科）

2005年
- 伊蘇 -菲爾佳娜的誓言-（日语：イース -フェルガナの誓い-）（切斯塔·史特達特、傑諾斯）
- 宇宙戰艦大和號（山本明）
  - 暗黑星團帝國的逆襲
  - 二重銀河的崩壞
- 怪盜杏（綾瀨望）
- 時空幻境 魔幻迷宮3（日语：テイルズ オブ ザ ワールド なりきりダンジョン3）
- 時空幻境 幻想傳奇 -全語音版-（切斯塔·伯克艾特）
- 火影忍者（秋道丁次）
  - 漩渦忍傳
  - 激鬥忍者大戰！4
  - 木葉的忍者英雄們3
- BLEACH（阿散井戀次）
- BLEACH 死神 Advance 染紅的屍魂界
  - ～獲選之魂～
  - ～炙熱之魂～（日语：BLEACH 〜ヒート・ザ・ソウル〜）
  - ～炙熱之魂2～
- 俠盜銀河（馬捷爾）

2006年
- 愛與欲望之學園 ～華麗之夜的舞會～（名神英姿）
- 【eM】-eNCHANT arM-（奧卡）
- 機神飛翔DEMONBANE（日语：機神飛翔デモンベイン）（大十字九郎）
- 誘捕小羊計劃！甜蜜男孩生活（蓮沼清秀）
- Soul Link EXTENSION（相澤秀平）
- （阿瑟）
- 世界傳奇 光明神話（切斯塔·伯克艾特）
- 火影忍者（秋道丁次）
  - 最強忍者大結集4 DS
  - 終極英雄 攜帶版 無幻城之卷
- 花歸葬（銀朱）
- BLEACH（阿散井戀次）
  - ～解放的野心～（日语：BLEACH 〜放たれし野望〜）
  - ～炙熱之魂3～
  - ～刀刃戰士～
  - Wii 白刃閃耀圓舞曲
  - DS 翱翔藍天的命運
- 比翼愛薊彼方 ～未了因～（趙魏）

2007年
- 金色琴弦2（土浦梁太郎）
- 金色琴弦 2 Encore（土浦梁太郎）
- 星海遊俠1 初次啟航（東恩·瑪爾托）
- DEAR My SUN!! ～育★子★狂想曲～（日语：DEAR My SUN!!〜ムスコ★育成★狂騒曲〜）（紫藤雷斗（冷靜系））
- 經典傳奇Vol.2（日语：テイルズ オブ ファンダム Vol.2）（切斯塔·伯克艾特）
- 龍影咒（基克·德拉克）
- 火影忍者疾風傳（秋道丁次）
  - 激鬥忍者大戰！EX2
  - 終極覺醒
  - 終極覺醒2
- （高柳尊）
  - 誰君？
  - 君輝
- Happiness！Deluxe（上條信哉）
- 翡翠之雫 緋色的碎片2（高千穗陸）
- 比翼愛薊彼方 ～久遠想～（趙魏）
- BLEACH（阿散井戀次）
  - ～炙熱之魂4～
  - ～刀刃戰士2nd～
  - DS 2nd 黑衣閃耀鎮魂歌
- 流星之洛克人2（日语：流星のロックマン2）（禾洛克）

2008年
- 銀色月蝕（日语：FANATICA〜ファナティカ〜）（霜波）
- 純情羅曼史 ～心動戀愛大作戰～（日语：純情ロマンチカ 〜恋のドキドキ大作戦〜）（上條弘樹）
- 初音島II Plus Situation（小日向慎）
- 陸行鳥與魔法繪本 魔女、少女與五勇者（巴哈姆特前輩）
- 咎狗之血 True Blood（桃矢）
- 比翼愛薊彼方 ～連理夢～（趙魏）
- 火影忍者疾風傳（秋道丁次）
  - 激鬥忍者大戰！EX3
  - 最強忍者大結集 激鬥！鳴人vs佐助！
- BLEACH（阿散井戀次）
  - The 3rd Phantom（日语：BLEACH The 3rd Phantom）
  - ～靈魂嘉年華～
  - 聖戰對決
  - ～炙熱之魂5～
- BLAZER DRIVE徽章戰役（鶴木）
- 放學後的白銀旋律（日语：放課後は白銀の調べ）（安部忠義）
- 放學後的白銀旋律 ～急急如律令～（安部忠義）
- 最終護花使者2 ～深夜甜蜜之刺～（日语：ラスト・エスコート）（龍崎直夜）
- 流星之洛克人3（日语：流星のロックマン3）（禾洛克）

2009年
- 金色琴弦2 f（土浦梁太郎）
- 金色琴弦2 f Encore（土浦梁太郎）
- 真·翡翠之雫 绯色的碎片2（高千穗陸）
- 超級機器人大戰NEO（日语：スーパーロボット大戦NEO）
- 時空幻境 世界傳奇 閃耀神話2（日语：テイルズ オブ ザ ワールド レディアント マイソロジー2）（切斯塔·伯克艾特）
- 時空幻境 決鬥傳奇（日语：テイルズ オブ バーサス）（切斯塔·伯克艾特）
- 惡魔新娘（日语：デモンブライド）（獅堂明日真、撒旦）
- 火影忍者（秋道丁次）
  - 終極風暴
  - 疾風傳 終極覺醒3
- BLEACH（阿散井戀次）
  - ～靈魂嘉年華2～
  - ～炙熱之魂6～
  - DS 4th 火焰使者
- Lucian Bee's RESURRECTION SUPERNOVA（日语：Lucian Bee's RESURRECTION SUPERNOVA）（傑格·白金漢）

2010年
- 伊蘇vs.空之軌跡 Alternative Saga（切斯塔·史特達特）
- 維新戀華 龍馬外傳（吉田松陰）
- 金色琴弦3（八木澤雪廣）
- 真·翡翠之雫 绯色的碎片2 攜帶版（高千穗陸）
- 快打旋風IV ARCADE EDITION（雲）
- 幻想傳奇 變裝迷宮X（切斯塔·伯克艾特）
- 火影忍者疾風傳（秋道丁次）
  - 激鬥忍者大戰！SPECIAL
  - 友情合作戰
  - 終極風暴2
- BLEACH ～炙熱之魂7～（阿散井戀次）
- Fate/EXTRA（臥藤門司）
- 地獄犬計畫（亞基德）

2011年
- （葛瑞伯）
- 第2次超級機器人大戰Z 破界篇（赤木駿介）
- 超次元戰記 戰機少女mk2（勇氣硬體）
- 時空幻境 世界傳奇 光明神話3（日语：テイルズ オブ ザ ワールド レディアント マイソロジー3）（切斯塔·伯克艾特）
- 華鬼 ～戀愛初刻 永久印記～（日语：華鬼）（貢國一）
- BEYOND THE FUTURE -FIX THE TIME ARROWS-（日语：ビヨンド ザ フューチャー フィックス ザ タイム アロー）（伯恩斯坦）
- Princess Frontier Portable（日语：Princess Frontier）

2012年
- 征服遊戲 無限靈魂（日语：圧倒的遊戯 ムゲンソウルズ）（沃基斯）
- 十三支演義 ～偃月三國傳～（日语：十三支演義 〜偃月三国伝〜）（袁術[49]）
- 第2次超級機器人大戰Z 再世篇（赤木駿介）
- 時空幻境 英雄傳奇（日语：テイルズ オブ ザ ヒーローズ ツインブレイヴ）（切斯塔·伯克艾特）
- 十鬼之絆 ～關原奇譚～（千歲[50]）
- 火影忍者疾風傳 終極風暴世代（秋道丁次）
- 華鬼 ～夢的後續～（貢國一[51]）
- Let's Try Bass Fishing FISH ON NEXT（秋田龍神[52]）

2013年
- 超魔導大戰Online（角色的聲音〈男〉-01[53]）
- 卡片鬥爭!! 先導者 衝向勝利!!（大文字剛毅）
- 金色琴弦3 全語音版 Special（八木澤雪廣[54]）
- 真·三國無雙7（樂進[55]）
- 真·三國無雙7 猛將傳（樂進[56]）
- 超級機器人大戰Operation Extend（托馬·理察·施瓦茨）
- 超級機器人大戰UX（大十字九郎）
- 十鬼之絆 花結綴（風間千歳[57]）
- 火影忍者疾風傳 終極風暴3（秋道丁次[58]）
- 魅影破壞者EXTRA.（凱特[59]）
- Fate/EXTRA CCC（臥藤門司[60]）
- Princess Arthur（日语：Princess Arthur）（???[61]）

2014年
- 終極快打旋風IV（雲[62]）
- 朧村正（油田鏑太[63]）[注 8]
- CV ～CASTING VOICE～（日语：CV 〜キャスティングボイス〜）（中嶋由希也[64]）
- 金色琴弦3 AnotherSky（八木澤雪廣）
  - feat.天音学園[65]
  - feat.至誠館[66]
  - feat.神南[67]
- 真·三國無雙7 Empires（樂進）
- 黑雪公主 ～Snow Black～（歐姆尼亞·坎貝爾[68]）
- 黑雪公主 ～Snow Magic～（歐姆尼亞·坎貝爾[69]）
- Sky Lore（尼爾遜[70]）
- 第3次超級機器人大戰Z 時獄篇（赤木駿介）
- 超次次元戰記 戰機少女Re;Birth2 SISTERS GENERATION（[71]）
- 火影忍者疾風傳 終極風暴革命 REVOLUTION（秋道丁次[72]）
- BAD MEDICINE（柳遼太[73]）
- Voice Meets Girl ～幸運灰姑娘～（柏木大悟[74]）
- 私S（零[75]）

2015年
- JoJo的奇妙冒險 天國之眼（恩多爾[76]）
- BLEACH Brave Souls（阿散井恋次）
- 七騎士（極寒暴君 史派克[77]）
- 第3次超級機器人大戰Z 天獄篇（赤木駿介）
- 帝國海軍戀慕情 ～明治橫須賀行進曲～（日语：帝国海軍恋慕情〜明治横須賀行進曲〜）（德田剛昌[78]）
- 夢王國與沉睡中的100位王子殿下（海克力斯[79]）
- （田所迅）
- 飆速宅男 邁向明日的高速旋轉（田所迅[80]）

2016年
- 怪盗夜想曲 ～幻影小夜曲～（忍者怪盗白殺[81]）
- 金色琴弦4（八木澤雪廣[82]）
- 碧藍幻想（2016～2020，銀太[83]）
- 格林筆記（獅子[84]）
- 火影忍者疾風傳 終極風暴4（秋道丁次[85]）
- 嫁（八木澤雪廣）

2017年
- 恐怖驚魂夜 輪迴彩聲（日语：かまいたちの夜 輪廻彩声）（久保田俊夫[86]）
- 最終騎士 -X fragments-（老虎）
- 時空幻境 鏡光傳奇（日语：テイルズ オブ ザ レイズ）（切斯塔·伯克艾特）
- 東京放學後召喚師（日语：東京放課後サモナーズ）（仁）
- 金色琴弦2 ff（土浦梁太郎[87]）

2018年
- 女有伴身邊（惡男星）
- 銀魂亂舞（佐佐木鐵之助）
- D×2 真·女神轉生Liberation（日语：D×2 真・女神転生 リベレーション）（疾風[88]）
- 真·三國無雙8（樂進[89]）
- 真紅之焰 真田忍法帳（融仙院[90]）
- 無雙OROCHI 3（樂進）
- 祈禱之天秤（[91]）

2019年
- 金色琴弦 Octave（土浦梁太郎、八木澤雪廣[92]）
- JUMP FORCE（阿散井戀次）
- 白貓Project（利昂·伊格纳西奧[93]）
- 星海遊俠：回憶（日语：スターオーシャン:アナムネシス）（切斯塔·伯克艾特）
- 超級機器人大戰X-Ω（日语：スーパーロボット大戦X-Ω）（大十字九郎）
- 彈射世界（科那[94]）
- 星海遊俠1 First Departure R（頓·馬託）

### 廣播劇
- 電波少女怪人雷達醬（日语：ラジオ劇場HXLアワー#電波少女怪人レーダちゃん）（2010年6月，網路電台劇場HXL時間（日语：ラジオ劇場HXLアワー）、LOVE·J·鑽石（日语：ジエンド#登場キャラクター））

### 外語配音

#### 演員
柯蒂斯·“50美分”·傑克遜
- 要錢不要命（英语：Get Rich or Die Tryin' (film)）（Marcus "Young Caesar" Greer）
- 黑幫教父（英语：Setup (2011 film)）（Sonny）
- 麻辣賤諜[注 9]

多米尼克·庫珀
- 魔鬼的替身（英语：The Devil's Double）（拉提夫·耶海亞／烏代·侯賽因）
- 德古拉：永咒傳奇（穆罕默德二世）
- 公爵夫人（第二代格雷伯爵查爾斯·格雷）

#### 電影
- 街頭痞子（Wink〈尤金尼·伯德〉）
- 綁架愛情100天（安亨俊〈金載沅〉）
- 1941（Chuck "Stretch" Sitarski〈Treat Williams〉）※BD版。
- 驚天駭地（英语：3000 Miles to Graceland）（Gus〈大衛·阿奎特〉）
- 藍色驚爆點（英语：A Glimpse of Hell (film)）（Dan Meyer少尉〈羅伯·蕭恩·萊納德〉）
- 雷霆萬鈞（英语：A Sound of Thunder (film)）（Marcus Payne〈大衛·奧伊羅〉）
- 留住一片情（Landon Rollins Carter〈夏恩·威斯特〉）
- 地球過後（機師）
- 狂風沙（英语：American Outlaws）（科爾·楊格（英语：Cole Younger）〈斯科特·凱恩〉）
- 征服怒海（McNally）
- 蟻人（Dave〈T.I.〉）
- 鬼潛艇（英语：Below (film)）（Douglas Odell少尉〈馬修·戴維斯〉）※VHS&DVD版。
- 神鬼認證（Research #1〈華頓·哥金斯〉）※BD&DVD版。
- 異底洞（英语：The Cave (2005 film)）（Tyler McAllister〈埃迪·希布萊恩〉）
- 雲圖（Autua／Lester Rey／Duophysite〈David Gyasi〉）
- 寒戰（石米高〈安志傑〉）
- 都市郊區的罪與罰（英语：Crime and Punishment in Suburbia）（Jimmy）
- 赤色追緝令：末日審判（Capitaine Reda〈Benoît Magimel〉）
- 鐵男躲避球（Justin〈賈斯汀·隆〉）
- 海明威好賊（英语：Dom Hemingway）
- Don osco（Bruno）
- 是誰在嚇我？（英语：Don't Look Under the Bed）（Larry Houdini〈Eric "Ty" Hodges II〉）
- 愛奴（英语：Dot the i）（湯姆〈湯姆·哈迪〉）
- 猛龍（黄信豪／阿豪〈吳建豪〉）※DVD版。
- 八腳怪（Harlan Griffiths〈Doug E. Doug〉）※影碟版。
- 江湖大嫂（Sam〈陳奕迅〉）
- 俠影魔龍（Murtagh〈蓋瑞特·荷德倫〉）
- 以毒攻毒（英语：Exit Wounds）（George Clark〈Isaiah Washington〉）※影碟版。
- 追風武士（英语：Fighter in the Wind）（春培）
- 絕命終結站（Carter Horton〈科爾·史密斯〉）※朝日電視台版。
- 空戰英豪（Eugene Skinner〈Abdul Salis〉）
- 渾身是勁（Chuck〈Jim Youngs〉）※DVD版
- 勝利之光（Don Billingsley〈蓋瑞特·荷德倫〉）
- 魔鬼捕頭（英语：The Gauntlet (film)）（警官〈Bill McKinney〉）※富士電視台版。
- 惡靈戰警（Blackheart／Legion〈韋斯·本特利〉）
- 旗鼓相當（Dante Slate Jr.〈凱文·哈特〉）
- 誰敢來晚餐（英语：Guess Who (film)）（Simon Green〈艾希頓·庫奇〉）
- 髮膠明星夢（Seaweed J. Stubbs〈Elijah Kelley〉）※DVD版。
- 黑獄風雲（英语：Half Past Dead）（Nicolas "Nick" Frazier〈Ja Rule〉）
- 哈特戰爭（英语：Hart's War）（Carl S. Webb軍曹〈羅利·科奇瑞恩〉）
- 我的寶貝會亂說話（德语：Harte Jungs）（Kai）
- 雙雄（楊警官〈黃浩然〉）
- 天使爸爸（東風）
- 蜜糖第一名（英语：Honey (2003 film)）
- 捍衛正義（英语：The Hurricane (1999 film)）（Lesra Martin〈Vicellous Reon Shannon〉）※朝日電視台版。
- 末日危城：王者之役（Commander Tarish〈Brian White〉）
- 野蠻遊戲：瘋狂叢林（Franklin "Mouse" Finbar〈凱文·哈特〉）[95]
- 頭文字D（岩城清次〈劉畊宏〉）
- 風騷壞姐妹（英语：Jawbreaker (film)）（戴恩·桑德斯〈埃森·埃里克森〉）
- 移動世界（葛瑞芬·奧康納〈傑米·貝爾〉）※影碟版。
- 少林小子（了空〈劉懐良〉）※DVD版。
- 雜貨店之流（Marc Bensoussan）
- 快閃殺手（英语：The Ladykillers (2004 film)）（Weemack Funthes〈Jason Weaver〉）
- 最後的禮物（英语：Last Present）
- 薰衣草（Chow Chow〈陳奕迅〉）
- 冒牌條子（Mossi Kasic〈詹姆士·達西〉）
- 黑魔女2（Percival〈大衛·蓋亞西〉[96]）
- 友軍倒下（英语：Man Down (film)）（Miller軍曹〈Tory Kittles〉）
- 勇士（Ranadev Billa／Raghuveer〈Dev Gill〉[97]）※BD&DVD版。
- 巨齒鯊（Jack Morris〈雷恩·威爾森〉）
- 西遊記之孫悟空三打白骨精（沙悟淨〈羅仲謙〉）
- 火線悍將1600（英语：Murder at 1600）（Kyle Neil〈塔特·多諾萬〉）※朝日電視台版。
- 神話（徐貴〈譚耀文〉）
- 新警察故事（劉天〈安志傑〉）
- 飯飯之交（Ludacris〈盧達克里斯〉）
- Now You See It…（英语：Now You See It...）（獵人）
- 小教父（英语：The Outsiders (film)）（Dallas "Dally" Winston〈麥·迪倫〉）
- 偷嚐禁果的茱麗葉（英语：Polish Wedding）（Ziggy〈Daniel Lapaine〉）
- 窮苦白人（英语：Poor White Trash）
- 獵殺翼手龍（英语：Pterodactyl (film)）（Willis Bradbury〈Steve Braun〉）
- 愛情逆轉勝（英语：The Rebound）（Yael）
- 衝鋒陷陣（英语：Remember the Titans）（Gerry Bertier〈Ryan Hurst〉）
- 惡靈古堡：最終章（Christian〈威廉·列維〉[98]）※劇院公映版。
- 黑輪五虎將（英语：Roll Bounce）（Junior〈布萊德·傑克森〉）
- 心靈投手（Joaquin 'Wack' Campos〈傑·赫南德茲〉）
- 魔犬（英语：Rottweiler (film)）（Dante〈William Miller〉）
- 叔比狗 (2002年電影)（魔術師）
- 七磅（班·湯馬斯〈麥克·艾里〉）
- 七劍（辛龍子〈戴立吾〉）
- 少林寺（了空〈劉懷良〉）※DVD版。
- 實尾島風雲（元山〈嚴泰雄〉）※影碟版。
- 虛擬偶像（哈爾·辛克萊〈傑·摩爾〉）
- 我認識的女人（英语：Someone Special (film)）（小偷）
- Speedway Junky（英语：Speedway Junky）（史帝夫〈喬納森·泰勒·托馬斯〉）
- 衝出康普頓（德瑞醫生〈柯瑞·霍金斯〉）
- 遊泳池（英语：Swimming Pool (2001 film)）（麥克〈詹姆斯·麥艾維〉）
- 忍者龜系列（Raphael[99]）
  - 忍者龜：變種世代
  - 忍者龜：破影而出
- 魔鬼終結者3（Scott Mason〈馬克·法姆吉列蒂〉）※日本電視台版。
- 東京攻略（畢大勇〈鄭伊健〉）
- 黑幫暴徒（佐齊〈普利斯萊·克溫內亞格（英语：Presley Chweneyagae）〉）
- 時空急轉彎2（英语：The Visitors II: The Corridors of Time）（Maréchal-des-Logis／Gibon署長〈Jean-Paul Muel〉）
- 世界大戰[100]
- 綁票驚爆點（英语：The Way of the Gun）（Jeffers〈泰·迪哥斯〉）
- 希望不滅（Nate Ruffin〈安東尼·麥凱〉）
- 女巫不該讓男人流淚（英语：Witching & Bitching）（Antonio "Tony"〈馬里奧·卡薩斯〉）
- X戰警：最後戰役（Kid Omega〈Ken Leung〉）※劇院公映版。
- 散打王（鐵大龍〈趙子龍〉）
- 驚爆地鐵（英语：The Yards）（Leo Handler〈馬克·華伯格〉）
- 你是下一個（费利克斯·戴维森〈尼可拉斯·圖奇〉）

#### 電視影集
- 綠箭俠（湯米·梅林（英语：Tommy Merlyn）〈科林·唐納〉）
- 盲點（Rich Dotcom〈Ennis Esmer〉）※WOWOW版。
- Chase（英语：Chase (2010 TV series)）（Jackson）
- 鐵證懸案（第1季：Ryan Bathe、第3季：Justeen、第5季：Mike Delaney）
- CSI犯罪現場：紐約 (第8季)
- 福爾摩斯與華生（第1季：Javier Abreu〈Manny Pérez〉、第5季：Shinwell Johnson〈Nelsan Ellis〉）
- 歡樂再滿屋（英语：Fuller House (TV series)）（Fernando Hernandez-Guerrero-Fernandez-Guerrero〈Juan Pablo Di Pace〉）
- 倚天屠龍記 (2009年電視影集)（張無忌〈鄧超〉）
- 靈媒緝凶 (第6季)（布萊恩）
- 重返犯罪現場 (第3季)（凱爾·布恩）
- Nobel（英语：Nobel (TV series)）（Erling Riiser〈艾賽兒·漢寧〉）
- 金剛戰士S.P.D.（恐龍閃電黑色戰士〈Jeffrey Palazzo〉）
- 生死一點靈 (第2季)（Magnus、Sid Tango）
- 花姐貴姓 (第2季)（Seth〈Stephen Rannazzisi〉）
- 星際之門：SG-1 (第7季)（德里克）
- 真愛如血（Lafayette Reynolds〈Nelsan Ellis〉）
- 無間警探（Paul Woodrugh〈泰勒·克奇〉）
- 都鐸王朝（查爾斯·布蘭登（英语：Charles Brandon, 1st Duke of Suffolk）〈亨利·卡維爾〉）
- 陰松林（阿諾德·波普〈泰倫斯·霍華德〉）

#### 動畫
- 四眼天雞（火雞〈唐·諾特斯（英语：Don_Knotts）〉）
- 森林戰士（蛞蝓〈阿茲·安薩里〉）
- 西遊記 (1999年電視動畫)（英语：Monkey Magic (TV series)）（狗提）
- 忍者龜 (2012年電視動畫)（拉斐爾〈辛·艾斯丁〉）
- 彩虹小馬：友情就是魔法（羅夫）
- 堅果行動（格雷森〈布蘭登·費雪〉[101]）
- 馬達加斯加的企鵝（帕克）
- 變形金剛：隨時變形狀（英语：Transformers: Robots in Disguise (2015 TV series)）（Malodor〈丹尼爾·羅布克〉）
- 變形金剛進化版（破壞兵Lugnuts）

### 特攝影集
2002年
- 忍風戰隊破裏劍者（遁地忍者遁地龍的聲音）

2005年
- 超星艦隊Sazer-X（火將軍布萊德的聲音）
- 劇場版 超星艦隊Sazer-X：戰鬥吧！星之戰士們（日语：劇場版 超星艦隊セイザーX 戦え!星の戦士たち）（火將軍布萊德的聲音）

2008年
- 炎神戰隊轟音者（害水目蠻機獸的聲音）

2017年
- 宇宙戰隊九連者（的聲音）

2018年
- 假面騎士平成Generations Forever（W的聲音）

### 實寫
- Otomate（日语：オトメイト） Party♪ in Mielparque Hall（日语：メルパルク東京） Live DVD
- 金色琴弦 ～primavera～（多樣化DVD）
- 金色琴弦 ～primavera 2～（多樣化DVD）
- 金色琴弦 ～primavera 3～ grand finale（多樣化DVD）
- 金色琴弦 ～primo passo～ Stella Concert Encore)
- 劇團K-Show（日语：劇団K-Show） 7th.PRODUCE 演劇DVD 
- 劇團K-Show 8th.PRODUCE 演劇DVD
- 劇團K-Show 10th.PRODUCE 演劇DVD
- [注 10]
- 聲優綜藝節目岩永哲哉與Jenya的熱情教室（第7回嘉賓）
- 傳奇系列祭 2008 + Viva☆傳奇（日语：ビバ☆テイルズ オブ）
- DEAR My SUN!! ～POP★STEP★LIVE！～（日语：DEAR My SUN!!〜ムスコ★育成★狂騒曲〜）（紫藤幸四郎）
- 新羅曼史♥ à la mode
- 新羅曼史♥ à la mode2－4
- 新羅曼史♥ à la mode6 in 大阪
- 新羅曼史♥ à la mode7－11
- 新羅曼史♥祭 金色琴弦 ～primo passo～ 星奏學院祭
- 新羅曼史♥祭 金色琴弦 星奏學院祭2
- 新羅曼史♥祭 金色琴弦 星奏學院祭3
- 新羅曼史♥live 2006 Autumn
- 新羅曼史♥live 2007 Summer
- 新羅曼史♥live 2008 Summer
- 新羅曼史♥live 2009 Summer
- 新羅曼史 15th紀念活動
- 新羅曼史 starlight♥聖誕節
- 新羅曼史 starlight♥聖誕節2010
- 俳協 45th ANNIVERSARY 「Party Live！」（劇場作品 「RETURN」）
- BLEACH SOUL SONIC 2005 夏
- BLEACH SOUL SONIC 2006 夏祭

### 舞台
- 劇團21世紀FOX（日语：劇団21世紀FOX） 1995年－2001年
- 劇團K-Show（日语：劇団K-Show） 2003年－

客演
（2002年9月）
（2003年7月）
- 劇團雙六（日语：劇団すごろく）

（2004年10月）
- 劇團21世紀FOX

「音樂劇 STATION KENJI -21FOX Ver.-」（2008年12月）
- *pnish*（日语：*pnish*）

（2010年10月）

### 廣播節目
- ZMAP＝ZMAP（文化放送）
- OH！NARUTO NIPPON（2004年6月、2006年9月份節目主持人）
  - NARUTO Radio 疾風迅雷（日语：NARUTO -ナルト- (ラジオ)）（2009年2月份節目主持人）
- BLEACH “B” STATION（日语：BLEACH “B” STATION）（2005年5月、2006年10月份節目主持人）
- （animateTV（日语：アニメイトタイムズ））
- 站起來！我們是先導者公開錄音（2012年5月5日，於大先導者以嘉賓身份主演。現場的錄音後來同年5月12日於大阪放送播出。）

### 數位漫畫
- VOMIC 小祭SPECIAL（日语：まつりスペシャル）（重松荒太）

### CD

#### 廣播劇CD
- 穢翼的尤斯蒂婭（貝爾納德·斯代拉夫）
- Anime店長（日语：アニメ店長#ドラマCD）系列（小田原喬）
  - Anime店長 FIRE WAVE3!!
  - Anime店長 最白3
- 夢幻天女 廣播劇專輯 「天女的歌聲 ～The Heavenly Voice～（日语：妖しのセレス ドラマアルバム 天女の歌声〜The Hevenly Voice〜）」（梧雄飛）
- 伊蘇廣播劇CD 異說 ～另一種菲爾佳娜冒險記～（切斯塔·史特達特、傑諾斯）[注 11]
- 異世界魔法實在太落後！ 廣播劇CD「水明誘拐」（雷帝[102]）
- Vinsent ～從津波倉一樹到你～（津波倉一樹）
- 愛天使傳說 CD精選Vol.3 「夏日嘉年華」（實況）
- 雲上樓閣綺談（伊高）
- Eternal Legend ～繼承的系譜～ 下卷（蘭巴特）
- 兄妹一家親（日语：お兄ちゃんと一緒）（寺田）
- 極樂天使。（津田）
- 怪盜Apricot 原聲音樂&廣播劇（綾瀨望）
- 歸來的男男最遊記（日语：私立荒磯高等学校生徒会執行部） 1－2（龍之介）
- 來自遠方 Vol.2～5（巴納旦）
- 在吉祥寺咖啡廳（日语：Cafe吉祥寺で）系列（大久保真希）
- 空之境界 ～俯瞰風景～（黑桐幹也）
- 機神咆吼DEMONBANE（日语：斬魔大聖デモンベイン） 系列（大十字九郎）
  - 機神咆吼DEMONBANE 迷你廣播劇CD Vol.1～3
  - 電視動畫「機神咆吼DEMONBANE」廣播劇CD Vol.1～2[注 12]
- 機動戰艦撫子號 系列（葵純）
- 功夫棒球＜漫畫＞（6） 限定版廣播劇CD（新屋敷章）
- KIRARA（日语：KIRARA） 原創"衝擊波" 廣播劇專輯（朝井近平）
- 霧雨飄零之森 廣播劇CD 一粒目的雨（望月洋介巡査[103]）
- 金色琴弦 系列（土浦梁太郎）
  - 金色琴弦 ～primo passo～ 角色精選0 -前奏曲-
  - 金色琴弦 ～primo passo～ 角色精選3 -土浦篇-
  - 金色琴弦 ～primo passo～ 角色精選5 -月森篇-
  - 金色琴弦 ～primo passo～ 角色精選6 -金澤&王崎篇-
  - 金色琴弦 ～primo passo～ 角色精選7 -Curtain Call-
  - 金色琴弦 ～secondo passo～ SWEET&JOY＜#＞
  - 金色琴弦2 ～
  - 金色琴弦2 ～
  - 金色琴弦2 ～
  - 金色琴弦2 ～
  - 金色琴弦2 ～
  - 金色琴弦2 f Encore graduation
  - 新羅曼史 Trillion Splash Summer
  - 新羅曼史 Trillion Wonder Winter
遊戲、動畫相關商品部分詳細請參照金色琴弦
- 金色琴弦3 系列（八木澤雪廣）
  - 序言CD 金色琴弦3 ～開始的夏天～
  - 金色琴弦3 SS（校園系列）II ～至誠館～
- 禁斷☆放學後的戀人 ～2人的課程～（不動幸太郎）
- 吟遊默示錄 DVD 第6樂章 初回特典CD（丹尼爾）
- 月華佳人II（海賀）
- 基因組（日语：ゲノム (漫画)）（巴塔16世）
- 幻獸降臨譚（庫塔）
- 鋼鐵三國志 外史想歌 系列（太史慈子義）
- 彩雲國物語 系列（浪燕青）
  - 彩雲國物語 廣播劇CD 第三卷 「大家一大清早的方向」
  - 彩雲國物語 Second系列 廣播劇CD2 番外篇
- 有聲漫畫 F.O.X（Foreigners of X）（龍人）
- SAMURAI DEEPER KYO 前往陰陽大人的門篇（波夷羅）
  - 第一卷『惡魔之眼』
  - 第三卷『天翔麒麟』
  - 第四卷 「朱雀對鶺鴒」
- 日昇動畫世界 任務1 「新的戰役序曲」（鷲崎飛翔）
  - 日昇動畫世界 任務2 「被狙擊的假日」
- 12個善良的殺手（日语：12人の優しい殺し屋） 系列（宗像健一）
  - 12個善良的殺手 「INTRODUCTION」
  - 12個善良的殺手 「Sign：Ruby」
- 新機動戰記鋼彈W BLIND TARGET-1（記者）
  - 新機動戰記鋼彈W BLIND TARGET-2（實況）
- 新宿Guardian ～2nd mission～（小島健太郎）
- Switch（日语：Switch (naked apeの漫画)） Vol.3 mp篇（柴俊樹）
- SKET DANCE（城崎充）
- 幻獸奇緣 hide&seek（克利斯）
- 世界第一最討厭的（日语：世界でいちばん大嫌い）（本庄徹）
- （齋田光哉）[注 13]
- Soul Link 廣播劇專輯（相澤秀平）
- 殭屍借貸 系列（麻生蘇鐵）
  - 殭屍借貸 「Noisy Requiem」[注 14]
  - 殭屍借貸 新章 -INTERMISSION-
- （藍迪牧島）
- TAP TRAP LOVE（Dr.Ginger）
- 地球防衛企業 原聲廣播劇專輯（赤木駿介）
- 千歲Get You!! 1～2（柏原宏志）
- 超者萊汀（日语：超者ライディーン#CD） 原聲廣播劇&角色歌曲集 Vol.1～3（鷲崎飛翔）
- 超魔神英雄傳 廣播劇專輯 1～4（聖樹）
- （楊蛟的部下）
- Dear 親愛的（紅·曉）
  - Dear 親愛的 A story of the next day
- 幻想傳奇 系列（切斯塔·伯克艾特）
  - 幻想傳奇 CHAPTER.1～3
  - 幻想傳奇 ANTHOLOGY.1～2
  - 時空幻境 幻想傳奇 變裝迷宮 -太陽之章-
  - 時空幻境 幻想傳奇 變裝迷宮 -月之章-
  - 角色對話CD 幻想傳奇 ～Panic World～（暫）
  - 幻想傳奇 （稍微）幸福日記
  - 幻想傳奇 關連檔案 EPIC TWO ～飛翔的英雄～
  - 幻想傳奇 THE ANIMATION Vol.1～6
- 惡魔新娘（日语：デモンブライド） 第1卷 「DESTINY」（獅堂明日真）
- （櫻勇榮）
- 傳說偵探團（日语：伝説探偵団） 戰慄聲音劇場 第4卷
- 十鬼之絆 系列（千歲）
  - 十鬼之絆 廣播劇CD ～大原女騷動～[104]
  - 十鬼之絆 廣播劇CD ～傳說的果實～[105]
  - 十鬼之絆  廣播劇CD [106]
- 土下座先生，那份愛（沖田勇貴）
- 和殿下一起（日语：殿といっしょ） 1～2（真田昌幸）
- 龍影咒 Vol.1 ～古城的狼之詩 [前篇]（基克）
  - 龍影咒 Vol.2 ～古城的狼之詩 [後篇]
- 奈落之城廣播劇CD 一柳和的混亂迷惑之序章（絹也·伊扎克·馮·路洛伊）[注 15]
- 火影忍者 系列（秋道丁次）
  - 卷之壹 「當忍者是非常辛苦的!!」
  - 卷之參 「這就是當忍者的道路!!」
- NEEDLESS 系列（照山最次）
  - NEEDLESS 
  - NEEDLESS 「青春！BLACK SPOT學園」[注 16]
- 惡靈古堡2 廣播劇專輯 ～小小的逃亡者雪莉〜（蓋）
- 霸王♥愛人（日语：覇王・愛人） 1～3（地龍）
- BAD MEDICINE -INFECTIOUS TEACHERS-（柳遼太[107]）
- 華鬼 ～戀愛初刻 永久印記～（日语：華鬼） 系列 （貢國一）
  - 華鬼 ～戀愛初刻 永久印記～ 廣播劇CD 「神無的接待人員體驗記」
  - 華鬼 ～戀愛初刻 永久印記～ 廣播劇CD 「Snow Garden」
- 花歸葬 系列（銀朱）
  - 花歸葬 prologue -黑翼-
  - 花歸葬 epilogue --
  - 花帰葬歸葬 -Typing of the Chicken-
- 偷偷愛著你（萱島大樹）
- （石田伊織）
- 嬉皮笑園 系列＜原作漫畫版＞（犬神劍）
  - 嬉皮笑園 Vol.1～3
  - 嬉皮笑園 Second Season Vol.2
- Happiness！ 原聲廣播劇CD 「雪之情人節」（上條信哉）
- BALDR FORCE EXE RESOLUTION DVD 特典CD（二階堂晃）
  - act.1 「Steppenwolf的假日」（DVD 01）
  - act.4 「after days」（DVD 04）
- 棋魂 「每個季節 -時光-」（加賀鐵男）
  - 棋魂 「流動的情景 -回憶-」
- 翡翠之雫 緋色的碎片2 系列（高千穗陸）
  - 翡翠之雫 緋色的碎片2 廣播劇CD 
  - 翡翠之雫 緋色的碎片2 廣播劇CD Vol.2 
  - 真·翡翠之雫 緋色的碎片2 廣播劇CD
- 羔羊的眼淚（日语：ひつじの涙）（神崎京介）
- Fate/Grand Order The Blue Bird（臥藤門司）[注 17]
- BLEACH DVD 限定版特典CD（阿散井戀次）  
  - CD01 「處刑前夜」
  - CD02 「花太郎在尋找的東西」
  - CD03 「騷亂前夜」
  - CD05 「瀞靈廷·大演藝大會」
  - CD06 「戰役之後…」
  - CD07 「死神，前往海邊」
  - CD08 「日番谷先遣隊的日常」
- 變身公主＜新書館版＞（春江）
- 放學後的白銀旋律（日语：放課後は白銀の調べ） 外傳 ～放學後奇聞錄～（安部忠義）
- 封神演義 LEVEL-I～III（太公望）
- 寶貝神獸（日语：PON!とキマイラ） 學園天國篇（笠置八満）
- 魔人偵探腦嚙涅羅 1～2（至郎田正影）
- 女神異聞錄 惡魔倖存者（二階堂征志）
- 最終護花使者2 ～深夜甜蜜之刺～（日语：ラスト・エスコート） 廣播劇CD（龍崎直夜）
  -  &角色歌曲
- （尾崎昭吾）
- LUNATIX（新田和作）
- 戀愛目錄（日语：恋愛カタログ） 系列（高田修司）
  - 戀愛目錄 廣播劇專輯
  - 戀愛目錄 CD廣播劇 ～Tiny Darling Cupid
- 救世之繭（鷹尾〈鷹尾劉生〉）[注 18]
- WILD ADAPTER（日语：WILD ADAPTER） 06（龍之介）

#### BLCD
- 愛玩少年（北村醫師）
- 愛人☆淫魔（御廚司）
- （的媽媽）
  -  -山田CD2-
- 系列（奧瑞伏）
- 愛與欲望之學園（名神英姿）
- 『間之楔』系列＜2007年以後＞（力）
  - 間之楔I ～DESTINY～
  - 間之楔II ～NIGHTMARE～
  - 間之楔III ～RESONANCE～
- （森）
- （大和）
- （木津涼二）
- 異國色戀浪漫譚（日语：異国色恋浪漫譚）系列（近江鷺丸）
- （保坂孝司）
- WEST ENDII（ワイス）
- XY
- 『ESCAPE』系列（九條一臣、上條元基）
  - ESCAPE DISC2
  - ESCAPE DISC3
  - ESCAPE DISC5
- YEBISU名流（日语：YEBISUセレブリティーズ）系列（高館要）
  - YEBISU名流PREMIO
  - YEBISU名流Grand Finale
- ENDLESS FEEL（関）
- （鍋島四郎／）
- 系列（石井尚樹）
  - DA·TE
  - I－II
  - I－II
- （真下）
- （須藤智也）
- （天使）
- （三原拓實）
- 假面新娘 ～弄花傳～（文伶）
- （森本浩太郎）
- 『境界線』系列（平井透）
  - 大人與小孩的境界線
  - 喜歡與討厭的境界線
- （須本祥吾）
- （安曇忍）
- （平）
- 極·艷 GOKU·EN（八島宗二）
- 極妻的行進曲（川崎）
- 極道的純愛（鍛冶克哉）
- 我會被這種上司給期騙1－2（蒼山俊也）
- （毛利時生）
- （山崎）
- 純情羅曼史（上條弘樹）
  - 純情恐怖分子
  - 最低限度純情
  - 自我中心純愛（中條弘樹）
- 脫下西裝後…（日语：スーツを脱いだあと…）（近江涉）
- （三上）
- SEX PISTOLS4（理查）
- （阿齊茲）
- （柏田）
- SOLID LOVE（吾妻太陽）
- 1－2（秋葉京）
- 託生系列（日语：タクミくんシリーズ）  ～10th Anniversary Complete Edition～（同時收錄有「steady」）（新島重起）
- 雙重之心（光崎健太郎）
- 月狼（狼焰）
- Dear.紳士爸爸（市井廣文）
- DEADLOCK（ミッキー）
- 同細胞生物（中川）
- 『醫生×拳擊手』系列（橋口徹）
  - 成為狗的拳擊手
  - 醫生被當狗飼養
  - 對手也被當狗擁抱
- （小西）
- （阿基姆）
- （峰）
- （森永晴彥）
- 喜歡不講理之吻的伯爵（查理）
  - 喜歡玩危險遊戲的伯爵
  - 喜歡甜蜜魅惑的伯爵
- 快樂時間（田代步）
- 擁抱春天的羅曼史（日语：春を抱いていた）2（漆崎一成）
- （安登野豐）
- （園田京介）
- 我們的戀愛冒險事由（日语：ぼくとわたしの恋愛事情） ～魅惑的奇蹟井戶～（晃）
- 我想成為你飼養的鳥。（赤塚凜太郎）
- 水之記憶（佐佐木洸太）
- （志郎）
- 『無敵』系列（加賀祥一郎）
  - 我是無敵的
  - 我是無敵的2 只不過一隻狼，沒什麼好怕的
  - 我是無敵的3 勝負從現在開始！
  - 我是無敵的4 最強的傢伙
  - 我是無敵的原創番外篇 夢中那傢伙
  - 新·我是無敵的
  - 我是無敵的原創番外篇2 暑假的無敵
- 不妙的心情（山內匠）
- （大木）
- （神室季彥）
- 龍王的愛人（佐竹紀彥）
- LEVEL-CII -快樂方程式-（若規）
- （吾鄉遙）
- 任性可愛小情人 Vol.1（日语：ワガママだけど愛しくて）1－3（秋吉征二）
- （大友直道）

#### 音樂CD
角色歌曲
- Anime店長（日语：アニメ店長） SONG ALBUM 「有頂天!! 2 ～HIGH‐STANDARD 2～」

「店長ROCK」（オダワラ·ジョー、殿鬼ガイ、メル·ローズ）
- 機動戰艦撫子號 -The prince of darkness- 「Forever Love（日语：Forever Love (ZMAPの曲)）」

「Forever Love」（ZMAP）
「Together」（ZMAP）
- 足球小將翼 Song of kickers shoot.1

「BEAST AND SHOUT」（若島津健）
- 仰天人間（日语：仰天人間バトシーラー） 片尾主題曲 



- KIRARA（日语：KIRARA）  

（朝井近平、朝井、今井、美田）
- 金色琴弦 系列
  - 金色琴弦 ～espressivo～

「ANOTHER REVOLUTION」（土浦梁太郎）
  - 金色琴弦 ～fantasmagoria～

「One day's memory」（土浦梁太郎）
  - 金色琴弦 ～espressivo2～

「W-BREEZE」（土浦梁太郎、火原和樹）
「Overture－序曲－」（土浦梁太郎、月森蓮、志水桂一、火原和樹、柚木梓馬、金澤紘人、王崎信武）
  - 金色琴弦 ～devertimento～

「THANKS」（土浦梁太郎）
「Happy Time」（土浦梁太郎、月森蓮、志水桂一、火原和樹、柚木梓馬）
  - 金色琴弦 ～primo passo～ 片尾主題曲

「CRESCENDO」（stella quintetstella quintet）
  - 金色琴弦 ～primo passo～ 角色精選0 -前奏曲-

（土浦梁太郎、月森蓮、志水桂一）
  - 金色琴弦 ～primo passo～ 角色精選3 -土浦篇-

（土浦梁太郎）
  - 金色琴弦 ～primo passo～ Vocal Collection

（土浦梁太郎、月森蓮、志水桂一、火原和樹、柚木梓馬、金澤紘人、王崎信武）
  - 金色琴弦2 ～felice～

「BELIEVE」（土浦梁太郎）
  - 金色琴弦2 ～gloria～

「TOMORROW」（土浦梁太郎）
（土浦梁太郎、月森蓮、加地葵）
  - 金色琴弦2 ～felice2～

「W-BLIZZARD」（土浦梁太郎、火原和樹）
  - 金色琴弦2 ～SWEET♪TWINKLE～

「AIRSTREAM」（土浦梁太郎）
（土浦梁太郎、佐佐木淳之介、長柄芹一）
  - 金色琴弦 ～secondo passo～ 主題歌

（stella quintet+：土浦梁太郎、月森蓮、志水桂一、火原和樹、柚木梓馬、加地葵）
  - 金色琴弦 ～secondo passo～ Tears

（土浦梁太郎）
  - 金色琴弦3 ～～

「BLUE SKY BLUE ＜12人全員Ver.＞」（八木澤雪廣、如月響也、如月律、榊大地、水嶋悠人、火積司郎、水嶋新、東金千秋、土岐蓬生、冥加玲士、天宮靜、七海宗介）
（八木澤雪廣）
「BLUE SKY BLUE ＜至誠館Ver.＞」（八木澤雪廣、火積司郎、水嶋新）
  - 金色琴弦3 ～～

（八木澤雪廣）
  - 新羅曼史 主題歌曲 「Promised Rainbow」

「Promised Rainbow」（土浦梁太郎、奧斯卡、尤伊、風早、鷦鷯、月森蓮、雷茵、艾連菲爾德）
  - 新羅曼史·Duet+ 金色琴弦

「FATE ～～」（土浦梁太郎、月森蓮）
  - 新羅曼史 Friends

「～」（土浦梁太郎、鷦鷯）
  - 新羅曼史 聖誕節 ～聖夜的情歌～

（土浦梁太郎、尤伊、布都彥、露奈）
- 鋼鉄三國志 外史想歌 第二傳 ～六駿～

（太史慈子義）
「風紋」（太史慈子義、陸遜伯言、凌統公績、甘寧興霸、諸葛瑾子瑜）
- 彩雲國物語 Second系列 廣播劇CD2 番外篇

（浪燕青）
- 有聲漫畫 F.O.X（Foreigners of X）

（龍人、夕霧）
- Soul Link 角色主唱專輯

（相澤秀平）
- 地球防衛企業 原聲音樂2


- 超者萊汀（日语：超者ライディーン） 系列
  - 超者萊汀 原聲廣播劇&角色歌曲 Vol.1 「Journey」

「For You…」（ANGEL、THE HEARTS）
（ANGEL）
  - 超者萊汀 原聲廣播劇&角色歌曲 Vol.2 「Believe」

「Thanks」（飛翔、琉璃）
「Changing」（ANGEL）
  - 超者萊汀 ANGEL Debut Album

「Spicy Girl」（ANGEL）
「Melody」（ANGEL）
（ANGEL）
「But Nobody Knouws」（ANGEL）
- 超魔神英雄傳 RAINBOW6

（聖樹）
- 超魔神英雄傳 RAINBOW7

（渡社中）
- DEAR My SUN!! ～育★子★狂想曲～（日语：DEAR My SUN!!〜ムスコ★育成★狂騒曲〜） 角色歌曲&音信CD 雷斗Ver.

「PURENESS!!」（紫藤雷斗＜冷靜、熱血、真面目＞）
- 哈姆太郎 

（哈姆好友）
（大老闆／大將）
（哈姆好友 橡子隊）
（大老闆／大將、哈姆太郎、哆哆）
（哈姆好友）
（哈姆好友）
（哈姆好友）
（哈姆好友）
（哈姆好友）
（哈姆好友）
（哈姆好友）
（哈姆好友）
（哈姆好友）
（哈姆好友）
（哈姆好友）
- 哈姆太郎 歌曲精選 全主題歌集

（千秋 with 哈姆好友）
- 棋魂 角色歌單曲 第二期 「GET IT！」

「GET IT！」（加賀鐵男）
- 翡翠之雫 緋色的碎片2 角色歌曲系列 Vol.1 「重森晶&高千穗陸」

（高千穗陸、重森晶）
「SILENCE BLUE」（高千穂陸）
- BLEACH BEAT COLLECTION -RENJI ABARAI-

「Rosa Rubicundior, Lilio Candidior」（阿散井戀次）
「Standing to defend you」（阿散井戀次）
（阿散井戀次＜對白＞、朽木露琪亞）
- BLEACH BREATHLESS COLLECTION：03 阿散井戀次 with 蛇尾丸

「SKY」（阿散井戀次）
「WONDERFUL」（阿散井戀次、蛇尾丸）
- 放學後的白銀旋律（日语：放課後は白銀の調べ）  安倍忠義

（安倍忠義）
- Music of Monoceros

「cupiditas」（上條元基）
- 廣播DJCD OH！NARUTO NIPPON（日语：NARUTO -ナルト- (ラジオ)） 其之八

「OH！ENKA」（鳴人）
- 電視動畫『飆速宅男』角色歌曲CD VOL.4（田所迅）
- 最終護花使者2 ～深夜甜蜜之刺～（日语：ラスト・エスコート） 原聲音樂 Vol.2

（龍崎直夜）
- Lucian Bee's（日语：Lucian Bee's RESURRECTION SUPERNOVA） EVIL VIOLET OP&ED主題歌曲


「shade way」（ハニーバザードVI）
- 魔法咪路咪路 二重唱系列4 姆路&松竹

（平井＜對白＞、松竹）
- 魔法咪路咪路 角色歌曲系列4 ～咪路、莉露姆、南楓、平井、星野～

（平井、星野）
本人名義
- 新·百歌聲爛 -男性聲優篇-

#### 朗讀、廣播、對談CD
- 12位溫柔殺手 side R（日语：12人の優しい殺し屋 side R） part 1
- 12位溫柔殺手 side R part 3
- 純情羅曼史系列
  - 純情羅曼史 網路廣播 DJCD  Vol.1－3
  - 純情羅曼史 廣播CD 出張版 !![注 21]
  - 純情羅曼史 廣播CD TresTres出張版[注 22]
- 廣播CD「站起來！我們是先導者」Vol.6
- 劍之舞II ～SECOND STEP～
- 新羅曼史系列
  - Radio對談CD 新羅曼史 Paradise Cure！2
  - Radio對談CD 新羅曼史 Paradise Cure！4
  - Radio對談CD 新羅曼史 Paradise Cure！5
  - 新羅曼史 HOT！10 Count down Radio（日语：ネオロマンス・ライヴ HOT! 10 Count down Radio） on CD #02
- HONEY BEE 數羊晚安系列 Vol.3 
- [注 23]
- 系列
- 廣播CD 金色琴弦 ～放學後的練習曲～ 第2樂章
- 廣播CD 彩雲國物語 ～雙劍之舞～ 第一卷
- 廣播CD 彩雲國物語 ～雙劍之舞～ 第四卷
- 廣播CD 彩雲國物語 ～雙劍之舞～ Second系列 第三巻卷
- 廣播DJCD NARUTO Radio 疾風迅雷（日语：NARUTO -ナルト- (ラジオ)） 其之五
- 廣播DJCD OH！NARUTO NIPPON 其之十八
- 廣播DJCD BLEACH “B” STATION（日语：BLEACH “B” STATION） Vol.1
- 廣播DJCD BLEACH “B” STATION SECOND SEASON Vol.4

### 電視廣告
- 純情羅曼史 網路電台 DJCD （2008年）
- NEWS 「Happy Birthday」（2008年）

### 其它
- 手機應用程式
  - （不動幸太郎）
  - 12個善良的殺手（日语：12人の優しい殺し屋 side R）（宗像健一）
  - Vinsent ～從津波倉一樹到你～（手機應用程式）（津波倉一樹）
- 有聲劇場『碧藍幻想 OTOCA「在冰晶宮做綜合派」』（2017年，銀太[83]）

## 腳註

## 外部連結
- 伊藤健太郎&劇團K-Show官方網頁 （日語）
- Mausu Promotion公式官網的聲優簡介 （页面存档备份，存于） （日語）
- （日語）－伊藤健太郎的官方個人部落格。
- 伊藤健太郎的X（前Twitter） （日語）
- 伊藤健太郎Facebook （页面存档备份，存于） （日語）